# Un alma en pena
«Un alma en pena» es una canción de 1988 escrita y producida por el cantautor mexicano Juan Gabriel, e interpretada por la cantante y actriz mexicana Lucía Méndez incluida en su álbum de estudio Mis íntimas razones.
La canción ocupó el puesto 66 en las "100 más grandiosas canciones de los 80's en español" del canal VH1 Latinoamérica (lista publicada en 2007).

## Antecedentes y significado
Canción inspirada en la telenovela El extraño retorno de Diana Salazar (1988). Protagonizada por Lucía Méndez.
La letra de la canción refleja la profundidad de su amor y el dolor de su pérdida, lo que convierte a la canción en un relato emotivo sobre la resistencia del espíritu humano frente a la adversidad y la injusticia.

## Posición en listas
| Año  | Lista       | País      | Posición más alta | Ref.  |
| ---- | ----------- | --------- | ----------------- | ----- |
| 1988 | Tops Charts | Argentina | 26                | [ 6 ] |
| 1988 | Tops Charts | México    | 14                | [ 7 ] |

## Certificaciones
| Región            | Certificación | Unidades | Ref.  |
| ----------------- | ------------- | -------- | ----- |
| México (AMPROFON) | Oro           | 20,000   | [ 8 ] |